# Ð
Ð، ð یکی از حروف انگلیسی باستان، انگلیسی میانه، ایسلندی، فاروئی و الفدالی می‌باشد. ð در الفبای آوانگاری بین‌المللی نشان‌دهندهٔ همخوان سایشی دندانی واک‌دار می‌باشد.
استفاده از این حرف در قرون وسطی در اسکاندیناوی رواج داشت، ولی سپس ترکیب dh و در پایان حرف D جایگزین آن شد. با این همه هنوز هم در ایسلند و جزایر فارو کاربرد دارد.

## دیگرکاربردها
- گاه در ریاضیات و علوم مهندسی ð نشان‌دهندهٔ مشتق پاره‌ای با وزنِ اسپینی می‌باشد.